# Ducato di Carignano
Il Ducato di Carignano è un ex ducato francese fondato nel 1662 il cui territorio si trova oggi nell'estremo nord-est delle Ardenne.
Proviene dalla parte del Ducato di Lussemburgo annessa al Regno di Francia in seguito al Trattato dei Pirenei.

## Storia
Con l'articolo 38 del Trattato dei Pirenei, il re di Spagna Filippo IV cede al re di Francia Luigi XIV parte del ducato di Lussemburgo compresi i prevosti di Thionville, Montmédy, Damvilliers, Yvoy, Chavency e Marville.
Nel 1661, Luigi XIV cedette la città e la prepositura di Yvoy ad Eugenio Maurizio di Savoia-Soissons, conte di Soissons e appartenente al ramo cadetto dei Savoia-Carignano.
Nel 1662, la prepositura d'Avorio fu elevata a ducato di Carignano e, di conseguenza, Yvoy assume il nome di Carignano.
Nel 1751 il ducato fu messo in vendita. Il duca di Penthièvre, Luigi Giovanni Maria di Borbone, lo acquistò.
Nel 1753, il ducato fu elevato al rango di ducato nobiliare, ma le lettere patenti non furono mai registrate presso il parlamento.
Nel 1767, il baliato di Carignan fu eretto a baliato reale, per le cause reali.
Nel 1769, il ducato fu incluso nella dote di Luisa Maria Adelaide di Borbone.

## Territorio
Il ducato copriva l'ex prepositura di Yvoi, ceduto dal Trattato dei Pirenei.
Esso comprendeva : Auflance, Bièvres, Blagny, Carignan, Hautoy (cense), Charbeaux (oggi, con Puilly, in Puilly-et-Charbeaux), Clémency (oggi, con Matton, in Matton-et-Clémency), Escombres (oggi, Escombres- et-le-Chesnois), La Ferté (oggi La Ferté-sur-Chiers), Fromy, Herbeuval, Linay, Malandry, Margny, Margut, Matton (oggi, con Clémency, Matton-et-Clémency), Messincourt, Mogues, Osnes, Pouru-aux-Bois, Puilly (oggi, con Charbeaux, Puilly-et-Charbeaux), Sachy, Sailly, Sapogne (oggi, Sapogne-sur-Marche), Signy (oggi, Signy-Montlibert), Tremblois (oggi, Tremblois-lès-Carignan), Villers, Les Deux-Villes e Williers.

## Duchi di Carignano

### Casa di Savoia-Carignano (già principi di Carignano in Piemonte)
- 1662-1673: Eugenio Maurizio di Savoia-Carignano-Soissons, nel 1661 ricevette la città e la prevostura di Yvoi elevata poi a ducato da re Luigi XIV;
- 1673-1709: Emanuele Filiberto Amedeo di Savoia-Carignano, fratello maggiore del precedente e già II principe di Carignano in Piemonte;
- 1709-1741: Vittorio Amedeo I di Savoia-Carignano, figlio del precedente e III principe di Carignano;
- 1741-1751: Luigi Vittorio di Savoia-Carignano, figlio del precedente e IV principe di Carignano. Si occupò di risistemare il dissesto finanziario paterno vendendo i possedimenti sabaudi in Francia fra cui anche il ducato di Carignano.

Nonostante Eugenio Maurizio avesse dei figli maschi, fra cui il celebre principe Eugenio, il ducato di Carignano passò al fratello maggiore Emanuele Filiberto, principe di Carignano: il titolo di principe di Carignano piemontese e quello di duca di Carignano francese furono nelle mani di una sola persona. Il ducato fu poi venduto dagli eredi di Vittorio Amedeo in seguito alle riforme finanziarie messe in atto dalla commissione dei visti ma soprattutto a causa della cattiva gestione del dominio. Fu acquistato dal duca di Penthièvre Luigi Giovanni di Borbone, creditore di Vittorio Amedeo I, III principe di Carignano.

### Casa di Borbone-Penthièvre
- 1751-1769 : Luigi Giovanni di Borbone-Penthièvre, signore del ducato di Carignano. Non istituì mai le lettere patenti del Ducato, preferendo l'istituzione di un baliato reale[3].

### Casa di Borbone-Orléans (per matrimonio)
- 1769 - Rivoluzione : Luigi Filippo II di Borbone-Orléans (1747-1793), detto Philippe-Égalité durante la Rivoluzione.

Passò al ramo dei Borbone-Orléans attraverso il matrimonio fra la figlia del duca di Penthièvre, Maria Adelaide di Borbone-Penthièvre, la cui dote comprendeva il ducato di Carignano, e il duca d'Orléans Luigi Filippo.